# Хайнке, Эрнст
Э́рнст А́угуст Ха́йнке (нем. Ernst August Heincke; 19 ноября 1931, Гамбург — 8 марта 2015, Кротон-он-Хадсон) — американский гребец-байдарочник немецкого происхождения, выступал за сборную США в конце 1960-х годов. Участник летних Олимпийских игр в Мехико.

## Биография
Эрнст Хайнке родился 19 ноября 1931 года в Гамбурге, Германия. Активно заниматься греблей начал с раннего детства, проходил подготовку в местном каноэ-клубе «Альштер», тренировался на Эльбе и в Северном море.
В 1958 году вместе с женой Марион и двумя дочерьми, Сюзанной и Сабиной, эмигрировал в Канаду, а позже в 1960 году они переехали на постоянное жительство в США.
Хайнке продолжал заниматься греблей, вскоре вошёл в основной состав американской национальной сборной и благодаря череде удачных выступлений удостоился права защищать честь страны на летних Олимпийских играх 1968 года в Мехико. Стартовал здесь на дистанции 1000 метров в составе четырёхместного экипажа, куда также вошли гребцы Лестер Кутлер, Мервил Ларсон и Джон Пикетт, однако большого успеха не добился — в стартовом предварительном заезде они финишировали лишь шестыми, тогда как в утешительной гонке показали только пятый результат. Вскоре по окончании этих соревнований Эрнст Хайнке принял решение завершить спортивную карьеру.
Впоследствии в течение многих лет работал программистом в компании Loral Corporation, был программистом в военно-воздушной разведке, преподавал программирование (сам при этом являлся самоучкой в этом деле). В свободное время занимался производством деревянных лодок, байдарок и каноэ. С 1993 года на пенсии.
Умер 8 марта 2015 года на 83 году жизни в городке Кротон-он-Гудзон, штат Нью-Йорк. Оставил после себя четверых детей и шестерых внуков.